# メサジュリ・マリティム

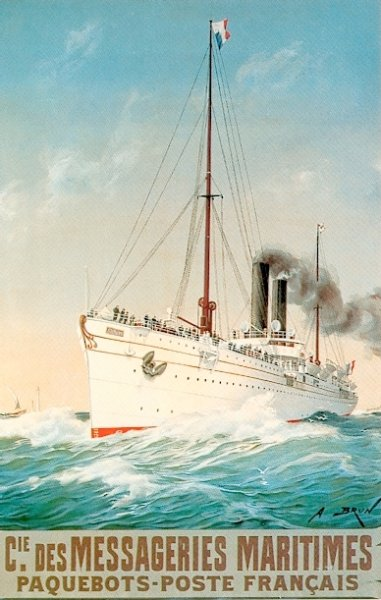
アレクサンドル・ブルンによるメサジュリ・マリティムのポスター

メサジュリ・マリティム（Messageries Maritimes）はフランスの海運会社。もともとは1851年にメサジュリ・ナショナーレ（Messageries nationales）として創設され、後にメサジュリ・ザンペリアーレ（Messageries impériales）と名前が変わり、1871年からはメサジュリ・マリティムという社名になった。略称は「MesMar」、あるいは頭文字をとって「MM」と呼ばれた。「仏国郵船」「フランス郵船」とも呼ばれた。同社の長方形の社旗は、白地でコーナーが赤の中にMMと書かれていて、海運業界の特に欧州─アジア航路では有名であった。1977年に大西洋横断総合会社と合併してカンパニー・ジェネラール・マリティーム（Compagnie générale maritime）(CGM）となり、1996年に民営化されてCompagnie Maritime d'Affrètement (CMA) に売却され、CMA CGMとなった。

## 沿革

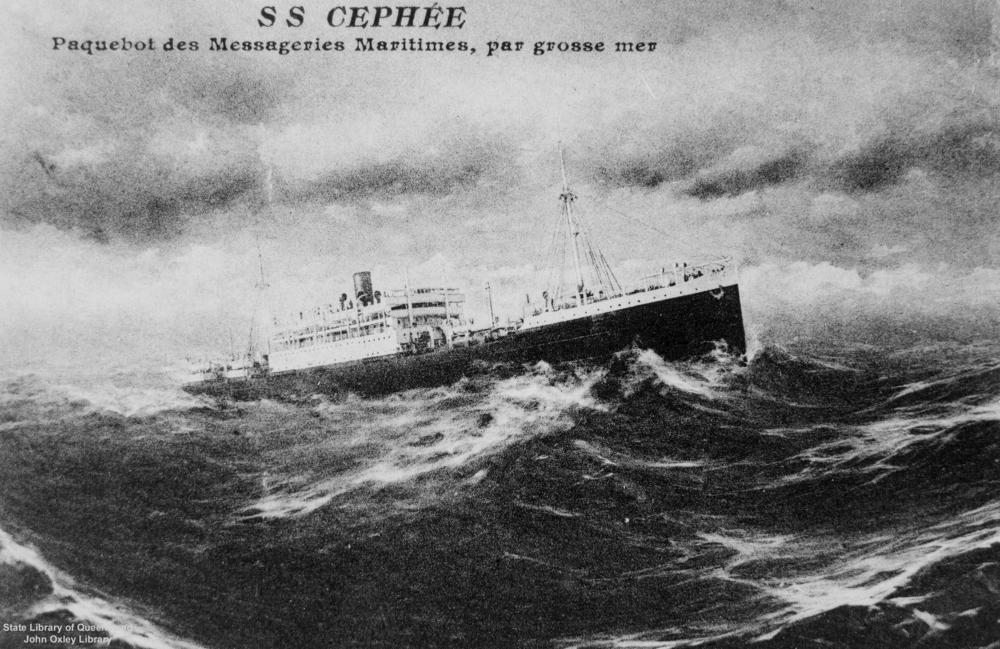
ハンブルク・スド社の1912年の定期船ブエノスアイレス号が第一次世界大戦の賠償によりMM社所有となりセフィエ号と改名された。

### 創業期
1851年にマルセイユの船主アルバート・ロスタンが、陸運会社Messageries nationalesの経営者アーネスト・シモンズに、合併して新しい海運会社を作ろうと提案した。当時は鉄道が開通し始め、駅馬車を経営したMessageries nationalesは新しい経営形態を模索していた。海上での郵便輸送を目論んでいたフランス政府の意向も受け、海運会社が誕生した。新会社は蒸気船により地中海の郵便業務を行う契約を国と取り交わし、国は船舶13隻を335万フランで譲渡した。当初Messageries nationalesと呼ばれ、第二帝政期の1853年にMessageries impérialesとなり、最終的に1871年にCompagnie des messageries maritimesとなった。技師アンリ・デュピュイ・ド・ロームと元官僚で下院議員を務めたアンリ・アルマン・ベイックが会社に加わり、1849年にラ・シオタに作られた造船所の購入を進めることがきた。ベイックは1860年から1891年まで社長を務めている。

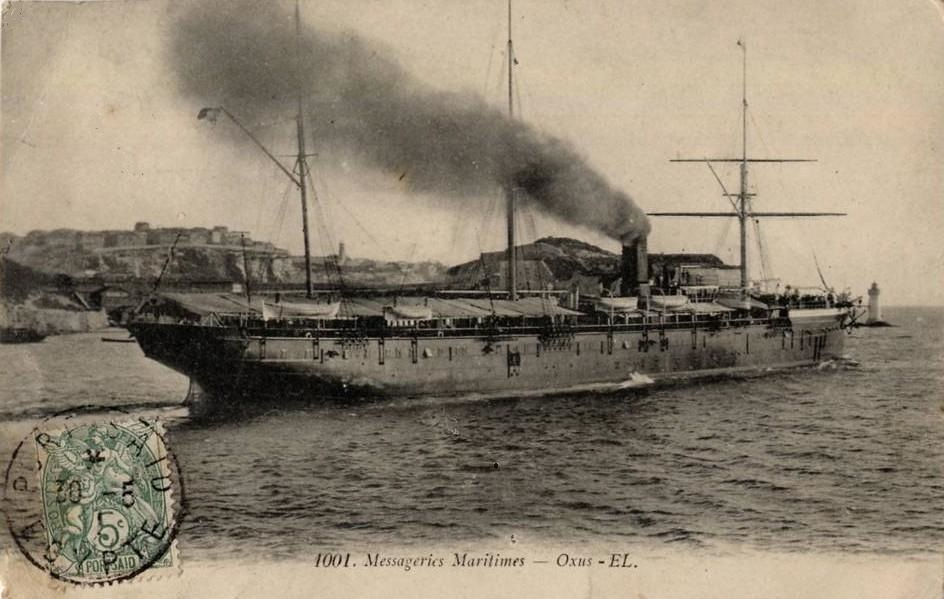
出港するメサジュリ・マリティム社の1879年製帆船・蒸気船オクサス号

創業期に会社は中東航路を運航していた。クリミア戦争の時には軍用艦として使われ有用な働きをしたので、ナポレオン3世は褒賞として会社にボルドー─ブラジル間航路の運航権を与えた。これは大西洋航路のフランス船で最初に蒸気を動力としたものだった。次の年には大西洋横断総合会社が北大西洋航路の権利を得た。極東への展開を目指していたMM社は、安いが時間のかかる喜望峰周りでなく、手数料はかかるが時間の短いアレキサンドリア─スエズの陸路を選択した。1869年にスエズ運河が開通し、会社は一層発展した。

### 黄金期

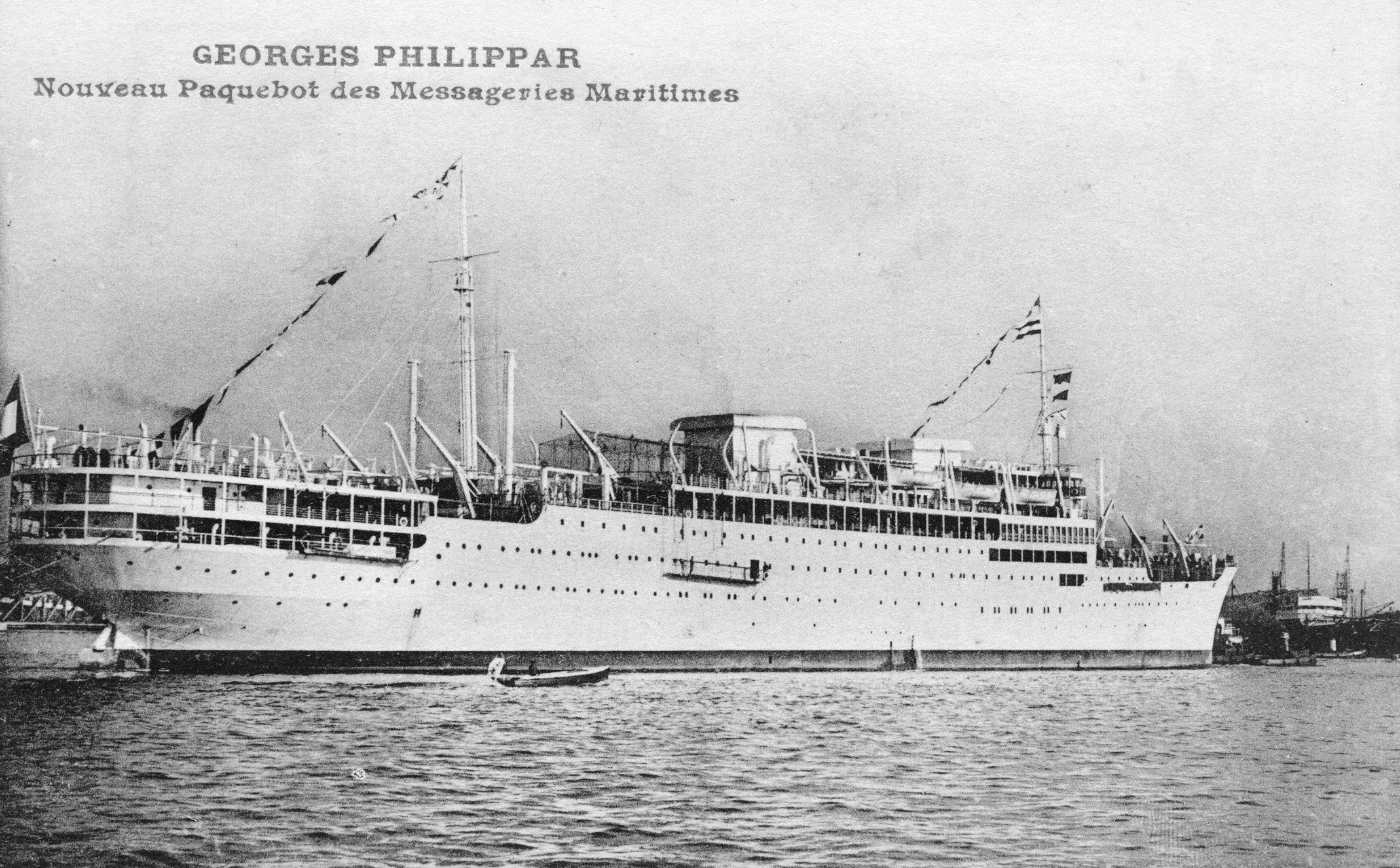
1930年建造の外航船ジョージ・フィリパー号が1932年火災で沈没

メサジュリ・マリティムという社名になった1871年から、白地にコーナーが赤の社旗が使われるようになった。その時から1914年までは会社の黄金期だった。これはフランスの植民地拡大期であり、中東から極東への介入期であった。マルセイユ航路は地中海から黒海、紅海、インド洋、シナ海へ至り、最終的に太平洋へと繋がっていた。西方には、南大西洋航路があった。 この航路の船は、ベリビル発明の皿ばねを使った最初の水管ボイラーを搭載していた。その働きはイギリス海軍の関心を呼び、ジャージー代官管轄区のエドアール・ゴーダンが調査のため派遣されたほどであった。彼の報告書はイギリス海軍の新しいパワフル級防護巡洋艦への搭載に影響を与えた。北大西洋航路でも、典型的な二本煙突の船がロンドン─ダンケルク─ル・アーヴル─マルセイユ間を運航した。中東では、マルタ、アレクサンドリア、ポートサイド、ベイルート、シリア、スミルナ、コンスタンティノープル、そして黒海を運航した。インド洋では、セーシェルのマヘ島、レユニオン、モーリシャス、ザンジバル、マダガスカル、そしてインドのフランス領に寄港した。インドのポンディシェリでは港が狭くテンダーボートが運航された。
1912年、会社は南米航路でのフランス郵便の独占運搬権を、Compagnie de Navigation Sud-Atlantiqueに奪われた。

#### 第一次世界大戦期
第一次大戦期に、他の海運会社と同様に、会社はほとんどの船を失った。

#### 戦間期
戦争が終わると、新造船計画が始まった。戦争で失われた船はより大きく豪華な客船にとって代わり、新たに開通したパナマ運河が1920年代の新しい航路に加わった。この時期に、ジョルジュ・フィリパールがメサジュリ・マリティムの社長になった。彼はアレクサンドル・デュマの大ファンで、所有船の全てに作家を彷彿させるものを置き、4隻の船は銃士の名前がつけられた。1932年、ジョルジュ・フィリパール号は処女航海でアデン湾にて火災のため沈没し、54名の命が失われた。船には経営者の名前が付けられていた。

### 第二次世界大戦期

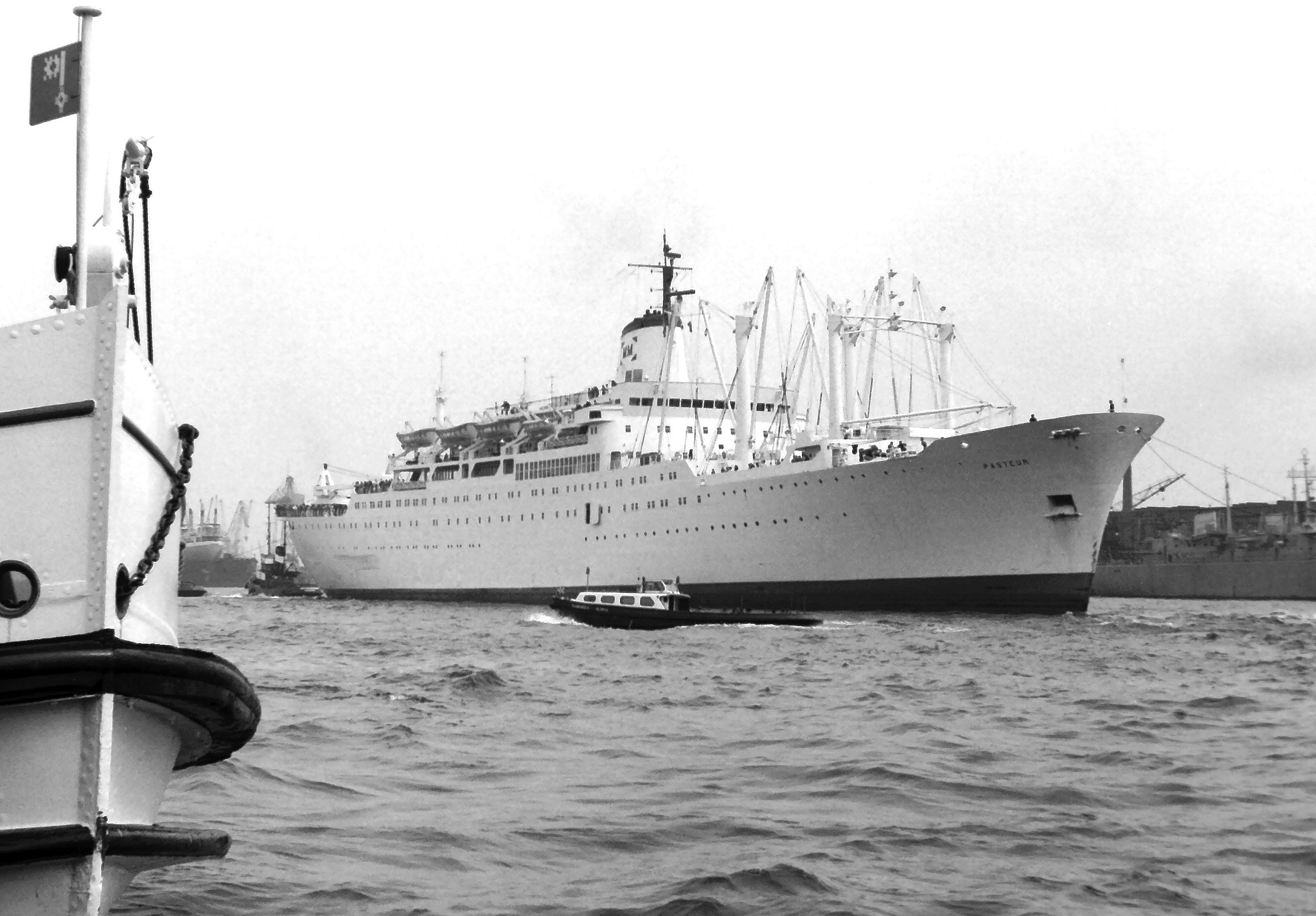
会社の最後の客船パスツール号

第二次大戦期には、会社の船の多くは港に係留されていいたが、戦争が長引くにつれ、連合国かヴィシー政権の海軍によってほとんどが沈められた。そして1945年に残っていたのはわずかに21隻だけであった。

### 戦後そして凋落
極東は会社にとってプライベートな領域であった。カンボジア号は1950年代の新しいMM極東客船3隻のうちの最初のものだった。サイゴンは会社の第2の母港として急成長した。少ないトン数で地域を巡る「ステーショネア」がそこから出発した。それはハノイ、横浜、香港、上海、オーストラリア、そしてニューカレドニアを就航した。
MM社は1950年代に9隻の貨客船を所有し、ヨーロッパとアフリカを運航して、フランス人が商業的文化的興味を寄せる地域への航路を確保していた。
南大西洋では、ブラジル航路がモンテビデオとブエノスアイレスへ運航していた。ほとんど知られていないが、その母港はボルドーであり、後にはハンブルクであった。1960年代から1970年代にかけて、空路による旅行が一般的になり、メサジュリ・マリティムはじめ多くの会社の旅客サービスが停止するようになり、コンテナが貨物部門に進出してきて、海運会社はコンテナ船の分野に移行していった。1972年に全ての客船サービスが停止し、グローバルコンテナサービスへ移行した。1977年に会社は大西洋横断総合会社と合併し、カンパニー・ジェネラール・マリティーム（CGM）となった。

## 日本への寄港
初めて日本の横浜港へ入港したメサジュリ・マリティム社の船は、1863年のアレテューズ号であった。1864年に着任した駐日フランス公使レオン・ロッシュは、日本の蚕に目を付けMM社船での輸送を企図し、マルセイユ─横浜間の航路が開設された。その第1便は1866年9月7日に横浜へ入港したデュプレ号（Dupleix）で、乗客の他に在日フランス人宛ての郵便物も積んでいた。
当時のマルセイユ─横浜間の航海はおよそ50日程度で、1867年にはパリ万国博覧会に向かう徳川昭武ら幕府の使節団が、MM社のアルフェ号（Alphée）で横浜を出港した。アルフェ号は大型船で通常はマルセイユ─上海間の幹線を運航しており、上海（後に香港）から横浜へは小型の船が使われていた。日本からの乗客は上海ないし香港で大型船に乗り換える必要があった。
日本からの貿易品として運ばれたのは、絹、蚕種、繭のほかに、漆器、陶磁器、茶などがあった。MM社の横浜事務所は、当初居留地1番ジャーディン・マゼソン商会内にあり、後に居留地10番のホテル・ニュー・グランド近くに移った。その後神戸にも支店を構えていた。

MM社の船で日本で海難事故にあったのは、1874年に伊豆半島沖で沈没したニール号（Nil）である。この事故で乗客乗員90名のうち助かったのは4名だけで、ウィーン万国博に出品し持ち帰った品物などがことごとく沈んでしまった。
このほか1915年1月に瀬戸内海で、MM社のコルデヤ号と英国船ハイソン号が衝突事故を起こした記録もある。なおMM社の船が日本人の人命救助にあたったこともあった。1876年10月伊勢沖で難破した万吉丸を、近くを航海していたMM社のメンザレー号（Menzaleh）が救助した。